# Le Docteur de la mort
Pour plus de détails, voir Fiche technique et Distribution.
Le Docteur de la mort (titre original : Calling Dr. Death) est un film américain réalisé par Reginald Le Borg, sorti en 1943.

## Synopsis
Le docteur Mark Steele est un médecin talentueux qui pratique l'hypnose sur ses patients, mais cette technique ne parvient pas à résoudre les problèmes de son mariage en voie de dissolution. Sa femme Maria le trompe régulièrement, ce qu'il sait pertinemment. Un soir qu'elle revient de chez son amant, Mark lui annonce qu'il souhaite divorcer. Maria, satisfaite de sa vie confortable de femme de médecin, refuse le divorce et se moque de lui. Cette nuit, Mark rêve de l'étrangler. 
Le week-end suivant, alors que Maria est absente, Mark décide de partir en voiture. Il se réveille dans son cabinet le lundi suivant, souffrant d'un trou de mémoire et n'ayant aucun souvenir du week-end. La police l'informe que sa femme a été assassinée, et défigurée par une sorte d'acide. 
Mark commence à se demander s'il n'est pas lui-même l'auteur du meurtre. La police arrête l'amant de Maria, un architecte appelé Robert Duval, qui est condamné à mort. Mark souffre de remords et tente de s'auto-hypnotiser pour découvrir s'il est vraiment le meurtrier, mais sa session est interrompue par l'inspecteur Gregg. Mais une infirmière a eu le temps d'enregistrer ses confessions.

## Fiche technique
- Titre original : Calling Dr. Death
- Réalisation : Reginald Le Borg
- Scénario : Edward Dein
- Photographie : Virgil Miller
- Société de production : Universal Pictures
- Pays de production : États-Unis
- Format : Noir et blanc - 1,37:1 - Mono
- Genre : horreur
- Date de sortie : 1943

## Distribution
- Lon Chaney Jr. : Dr Mark Steel
- Patricia Morison : Stella Madden
- J. Carrol Naish : Inspecteur Gregg
- David Bruce : Robert Duval
- Holmes Herbert : Bryant
- Alec Craig : Bill
- Fay Helm : Mme Duval
- Charles Wagenheim : le coroner
- Ramsay Ames : Maria Steele